# Vattentornet i Landala Egnahem

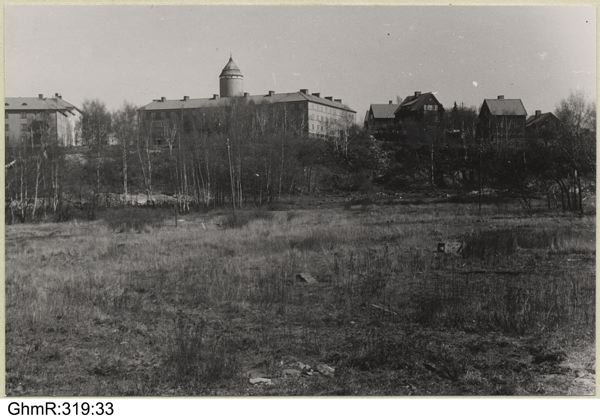
Fastigheter vid Egnahemsvägen samt vattentornet. Vy tagen västerifrån där Guldhedsholm nu ligger. Bildsamlingen vid Göteborgs stadsmuseum.

Vattentornet i Landala Egnahem var ett äldre vattentorn i Landala Egnahemsbebyggelsen i kvarteret Strandpiparen mellan Ljunggatan och Dammgatan i Göteborg. Tornet uppfördes 1914 för att betjäna landshövdingehusen i området. Tornet gick i gult och sågs som ett provisorium som beräknades stå i tjugo år, men revs först i oktober 1955. Det låg fjorton meter lägre än vattentornet i Johanneberg och stod genom en vattenledning i förbindelse med detta. Vattenbassängen vilade på 18 meter höga betongben och cisternerna på sin ställning låg cirka 100 meter över havet. Bergknallen där tornet var byggt låg cirka 85 meter över havet.